# Distretto di South Wairarapa
Il distretto di South Wairarapa è un'autorità territoriale della Nuova Zelanda che si trova entro i confini della regione di Wellington, nell'Isola del Nord. La sede del Consiglio distrettuale si trova nella città di Martinborough. Altri centri del Distretto sono Featherston e Greytown.
Nel Distretto si trova il punto più meridionale dell'Isola del Nord, Cape Palliser. Il territorio contiene ampie zone paludose; South Wairarapa è noto in Nuova Zelanda per la produzione vinicola.

## Curiosità
Le strade centrali del capoluogo del Distretto, Martinborough, sono disposte in modo da formare l'Union Jack.